# Rönneberga landskommun
Rönneberga landskommun var en tidigare kommun i dåvarande Malmöhus län. 

## Administrativ historik
Kommunen bildades som så kallad storkommun vid kommunreformen 1952 av de tidigare kommunerna Tofta, Asmundtorp, Sireköpinge och Billeberga. 
År 1969 delades kommunen när församlingarna Billeberga och Sireköpinge uppgick i Svalövs landskommun medan Asmundtorp och Tofta fördes till Landskrona stad. 
Kommunkoden 1952-1968 var 1213.

### Kyrklig tillhörighet
I kyrkligt hänseende tillhörde kommunen församlingarna Asmundstorp, Billeberga, Sireköpinge och Tofta.

## Geografi
Rönneberga landskommun omfattade den 1 januari 1952 en areal av 76,62 km², varav 76,20 km² land.

### Tätorter i kommunen 1960
| Tätort           | Folkmängd |
| ---------------- | --------- |
| Asmundtorp       | 751       |
| Billeberga       | 438       |
| Tågarp           | 263       |
| Häljarp, del ava | 84        |

Tätortsgraden i kommunen var den 1 november 1960 43,0 procent.

## Politik

### Mandatfördelning i valen 1950-1966

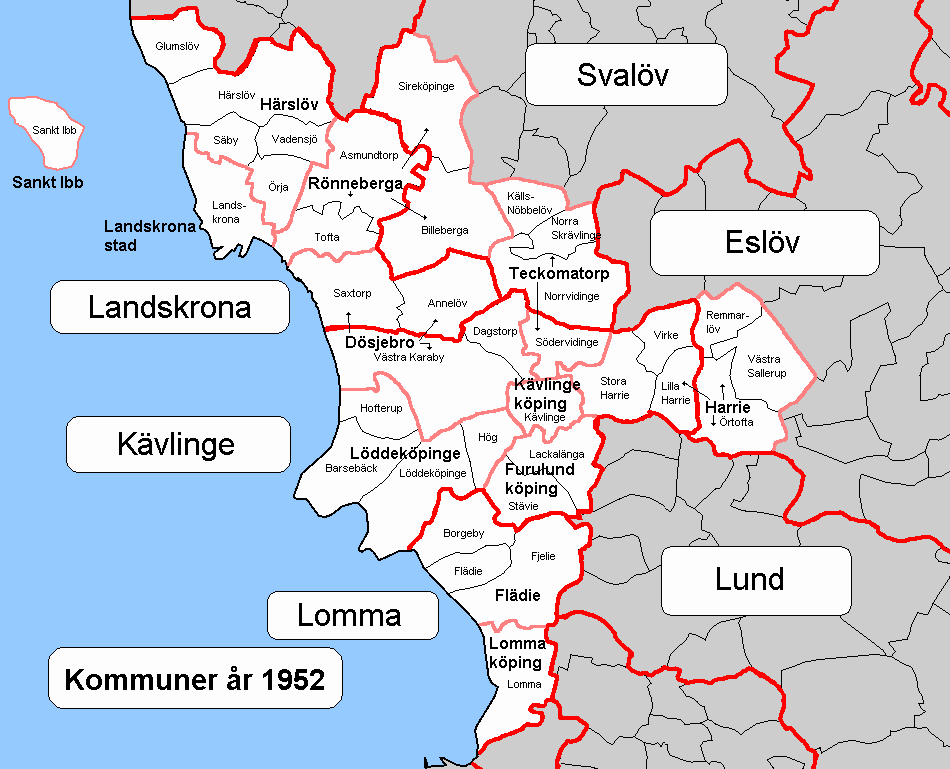
Socknar i Lomma, Kävlinge och Landskrona kommun med tidigare landskommuner. Socknars namn är skrivet i liten storlek, något större storlek är kommunerna som fanns år 1952 och inramade är dagens kommunnamn. De forna kommunernas gränser markeras i rosa, dagens i rött.

| 18 | 11 | 3 | 3 |

| 34 |

| 16 | 9 | 5 | 5 |

| 32 |

| 15 | 10 | 3 | 7 |

| 33 |

| 17 | 10 | 3 | 5 |

| 32 |

| 16 | 10 | 4 | 5 |

| 32 |